# تسوگو سان
تسوگو سان (انگلیسی: Tsogo Sun) شرکت خدمات گردشگری در آفریقای جنوبی است، که در سال ۱۹۶۹ تأسیس شد.